# Estación de Alameda (Metrorrey)
La estación Alameda es una estación de la línea 2 del Metro de Monterrey. Se ubica en la Av. Cuauhtémoc esquina con Arramberri, en el centro de Monterrey. La estación se encuentra a una cuadra de la Alameda de Monterrey, de la cual deriva su nombre. Su logotipo representa los arcos localizados en las entradas a la Alameda. La estación cuenta con accesibilidad para personas con discapacidades.
Durante los meses de febrero y marzo de 2023 fue sometida a labores de mantenimiento mayor los fines de semana, por lo la estación no brindó servicio y los trenes la pasaban de largo. Sin embargo, debido a que el mantenimiento requerido fue más complejo la estación fue cerrada temporalmente desde el 1 de abril de 2023, derivado de ello, se puso en marcha la Ruta Emergente "Alameda - Fundadores" y los trenes en circulación simplemente omitían la parada en la estación. Las obras de mantenimiento finalizaron el 2 de mayo del mismo año, reanudando el servicio habitual en la estación.

## Galería

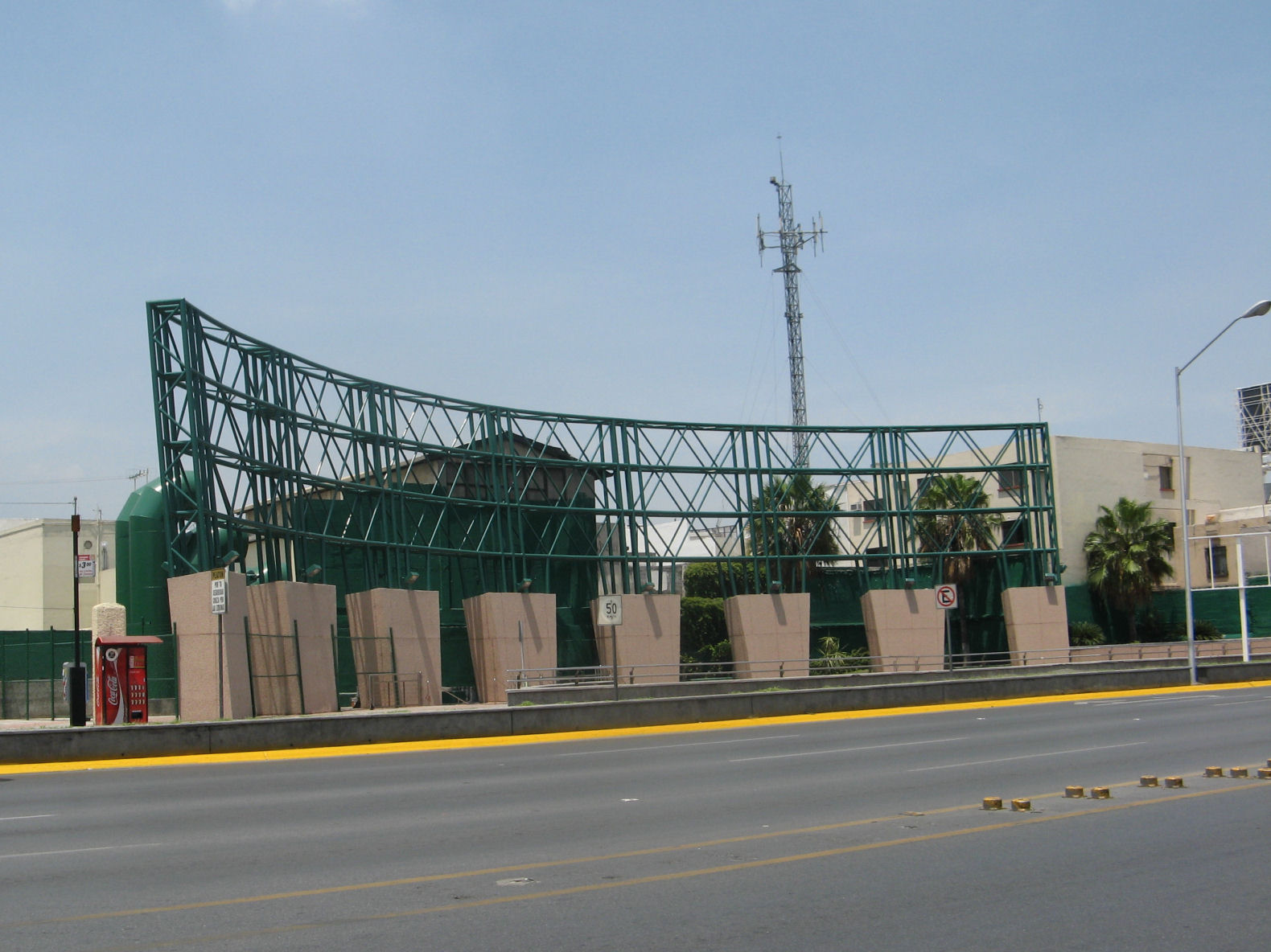
Vista exterior de la estación.

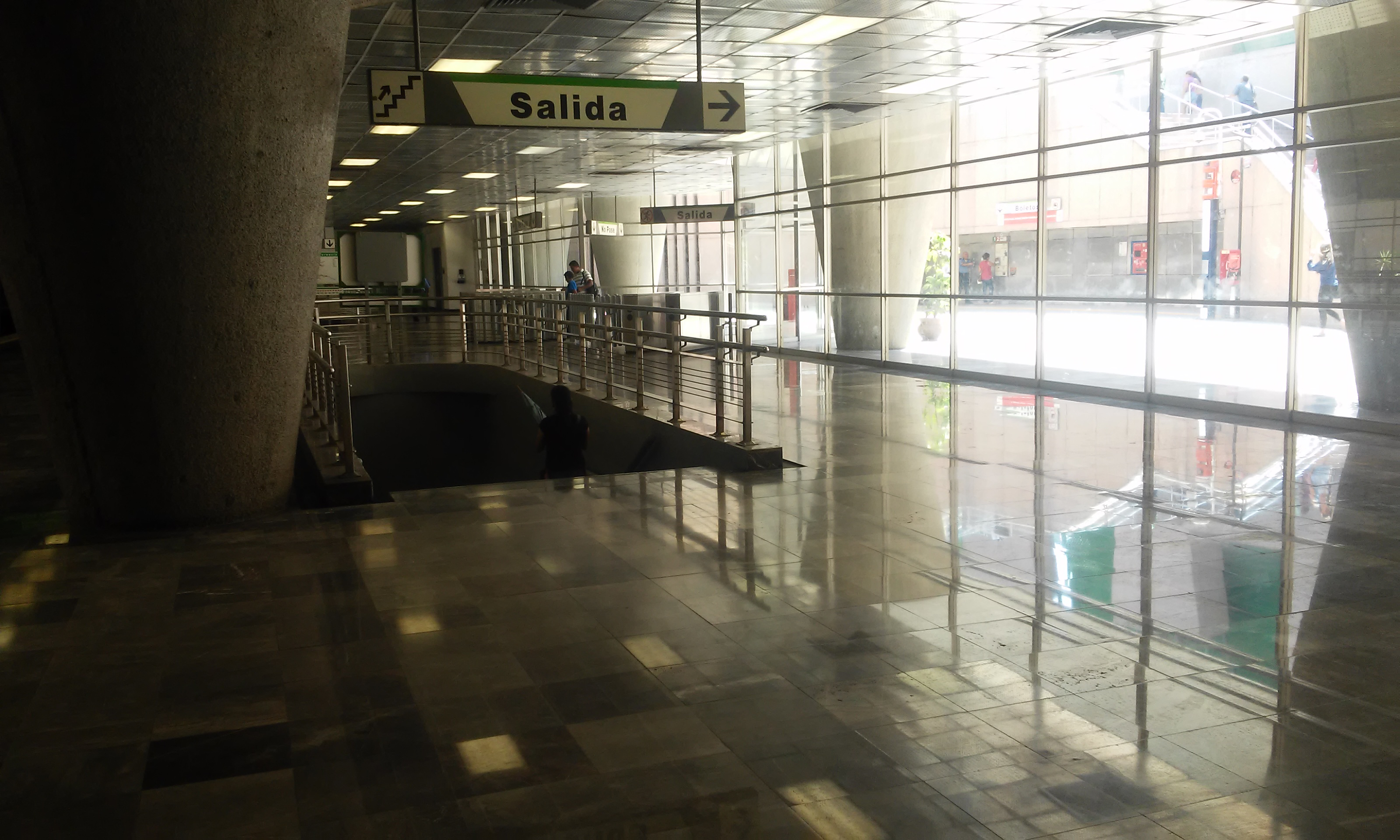
Andén de salida.